# رود کیچوی
رود کیچوی (انگلیسی: Kichuy) یک رودخانه در تاتارستان کشور روسیه است.